# Platysoma elongatum
Platysoma elongatum är en skalbaggsart som först beskrevs av Carl Peter Thunberg 1787.  Platysoma elongatum ingår i släktet Platysoma och familjen stumpbaggar. Enligt den finländska rödlistan är arten nationellt utdöd i Finland. Enligt den svenska rödlistan är arten nationellt utdöd i Sverige. Arten förekommer tillfälligtvis i Götaland. Arten har tidigare förekommit i Svealand, Nedre Norrland och Övre Norrland men är numera lokalt utdöd. Artens livsmiljö är naturmoskogar.

## Underarter
Arten delas in i följande underarter:
- P. e. elongatum
- P. e. aubei